# Carles Feliu de Travy
Carles Feliu de Travy   (Barcelona, 1923 - 5 de novembre de 2008) fou un advocat i polític carlista català. Com a advocat va defensar represaliats polítics del franquisme, així com de nombrosos carlins davant del Tribunal d'Ordre Públic els anys 60-70. Autor de diversos treballs sobre dret polític, especialitat de la qual va ser professor a la facultat de Ciències Econòmiques de la Universitat de Barcelona.
Des de molt jove va militar en les files aleshores clandestines de la Comunió Tradicionalista, fet que el va posar en oberta oposició al règim franquista, el qual el va perseguir, el va detenir i el va multar unes quantes vegades. De fet va formar part de la primera junta d'universitaris carlins (AET) que es va organitzar a Catalunya després de la guerra civil. Va ser detingut al maig de 1954, juntament amb un grup de carlins que havien acudit a l'Aplec de Montserrat. Va ser empresonat durant 5 dies i incomunicat.
Durant les dècades de 1950 i 1960 va col·laborar amb les revistes catòliques integristes de Barcelona Cristiandad i El Cruzado Español, de la qual fou redactor.
En 1958 un sector del carlisme català, dirigit per Maurici de Sivatte, del qual formava part Feliu de Travy, disgustat amb la política de José María Valiente, se separà de Xavier de Borbó i Parma, i amb motiu de l'Aplec de Montserrat proclamà la Regència Nacional i Carlista d'Estella (RENACE). No obstant això, en 1964, a través de gestions entre Feliu de Travy i Carles Hug de Borbó i Parma, es resoldria aquesta escissió, amb la reintegració de la major part dels antics «sivattistes» a la Comunió Tradicionalista.
El 20 de març de 1966 va pronunciar un discurs a Saragossa sobre «Els Màrtirs de la Tradició i el futur polític». Va ser un dels oradors que van dissertar en els actes de Montejurra de 1966, reivindicant el concepte de «llibertat cristiana» com a participació en la vida pública de la comunitat. Fou també un dels oradors de la concentració del 12 de juny de 1966 a Montserrat, afirmant que els màrtirs del Terç de Requetès de la Mare de Déu de Montserrat «No van morir ni pel centralisme administratiu, ni pel caciquisme evilecedor dels pobles d'Espanya al servei de les oligarquies que controlaven el Poder. Van morir per una Espanya, justa i lliure, i per això estem aquí». Estava anunciat com un dels oradors de la concentració de Vila-real, però un dia abans l'acte va ser prohibit pel govern. L'1 d'abril de 1967 seria entrevistat per la revista Montejurra, declarant contundentment que «els carlistes són catalanistes». El 17 de febrer de 1968 va substituir Antonio Domingo Francás com a Cap regional de la Comunió Tradicionalista del Principat de Catalunya, responsabilitat que va exercir fins a 1970.
Va ser entrevistat el 1968 per al llibre La otra cara de Cataluña, i el 1971 per al llibre Conversaciones con las corrientes políticas de España, en el qual va afirmar que «descentralitzar no és regionalitzar, ni tan sols municipalitzar: és simplement delegar funcions en els organismes inferiors. La realitat viva del nostre país, la seva història demana una altra cosa». Fou membre de l'Assemblea de Catalunya durant els anys 70.
L'any 1999 Carles Hug de Borbó Parma li va impossr la creu de la Legitimitat Proscripta en un acte legitimista celebrat al cercle carlí de Vila-real. Carles Feliu va ser un gran teoritzador del sobiranisme i el confederalisme, insistint sempre en que «El mateix que entre els homes, l'entesa entre els pobles només es pot donar si aquests són lliures». En tal concepte, va ser un dels redactors del projecte d'Estatut (el de Sarrià) que el Partit Carlí de Catalunya va presentar a la comissió estatutària del Parlament de Catalunya. Va ser autor de l'obra Drets històrics, Constitució i llibertats (2006), prologada per Carles Hug de Borbó Parma i editada per l'associació Amics de la Història del Carlisme de Catalunya, de la qual n'era vicepresident. Aquest fullet va ser posteriorment traduït al castellà i publicat a la revista El Federal (nº 26, abril de 2006) del Partit Carlí.
Va ser el pare de Carles Feliu Vives. És autor de l'obra inèdita Els Travy, cinc-cents anys d'història (Barcelona, 1992).